# لوکرتسیا بورجا
لوکرتسیا بورجا (به ایتالیایی: Lucrezia Borgia؛ ‏ تلفظ ایتالیایی: [luˈkrɛttsja ˈbɔrdʒa]) ‏ (۱۸ آوریل ۱۴۸۰ – ۲۴ ژوئن ۱۵۱۹) دوشس کاتولیک ایتالیایی سده ۱۵ میلادی بود. وی فرزند الکساندر ششم پاپ اسپانیایی کاتولیک، و همسر آلفونسوی اول، دوک فرارا بود. برادرانش چزاره بورجا، جووانی بورجا و جافری بورجیا بودند.
لوکرتسیا در خیلی از آثار هنری، رمان‌ها و فیلم‌ها به عنوان شخصیت "زن اغواگر (شهرآشوب)" معرفی شده است.